# Olekszij Hennagyijovics Antonov
Olekszij Hennagyijovics Antonov (cirill betűkkel: Антонов Олексій Геннадійович ; Pavlohrad, 1986. május 8. –) ukrán válogatott labdarúgó.

## Pályafutása
Antonov a Dnyipro Dnyipropetrovszk csapatában kezdte pályafutását, ahol 2003 és 2004 között 24 bajnokin nyolc gólt szerzett a tartalékcsapatban. 2004 nyarán ingyen szerződött az orosz FK Kubany Krasznodarhoz, ahol öt mérkőzésen pályára lépett a Premjer Ligában is. 2006. július 1-én hazaigazolt a FK Metaliszt Harkivba.
2014. június 12-én a kazah élvonalbeli Aktöbe FK igazolta le. A 2014-es idényben 16 bajnokin nyolc gólt szerzett. Július 16-án a Dinamo Tbiliszi ellen pályára lépett a Bajnokok Ligájában is. 2015. július 19-én az azeri Qəbələ PFK szerződtette, ahol a következő szezonban 32 bajnokin hét gólt szerzett. 2016. július 19-én felbontották a szerződését. 2017 februárjában felvetődött a neve a Szombathelyi Haladás lehetséges igazolásaként, a szombathelyi klub edzéslehetőséget biztosított neki. Végül a szombathelyi klubbal nem tudott megegyezni, így március 1-jén a Gyirmót FC igazolta le.
Antonov az ukrán U19-es válogatottban kilenc mérkőzésen négy, míg az ukrán U21-es válogatottban ugyanennyi összecsapáson négy találatot szerzett. Az ukrán nagy válogatottban kétszer kapott lehetőséget.

## Mérkőzései az ukrán válogatottban
| #  | Dátum               | Ellenfél   | Eredmény | Kiírás              | Esemény |
| -- | ------------------- | ---------- | -------- | ------------------- | ------- |
| 1. | 2011. augusztus 10. | Svédország | 0 – 1    | barátságos mérkőzés | 58'     |
| 2. | 2014. május 22.     | Niger      | 2 – 1    | barátságos mérkőzés | 46'     |